# Grenzkonvention zwischen Preußen und Frankreich

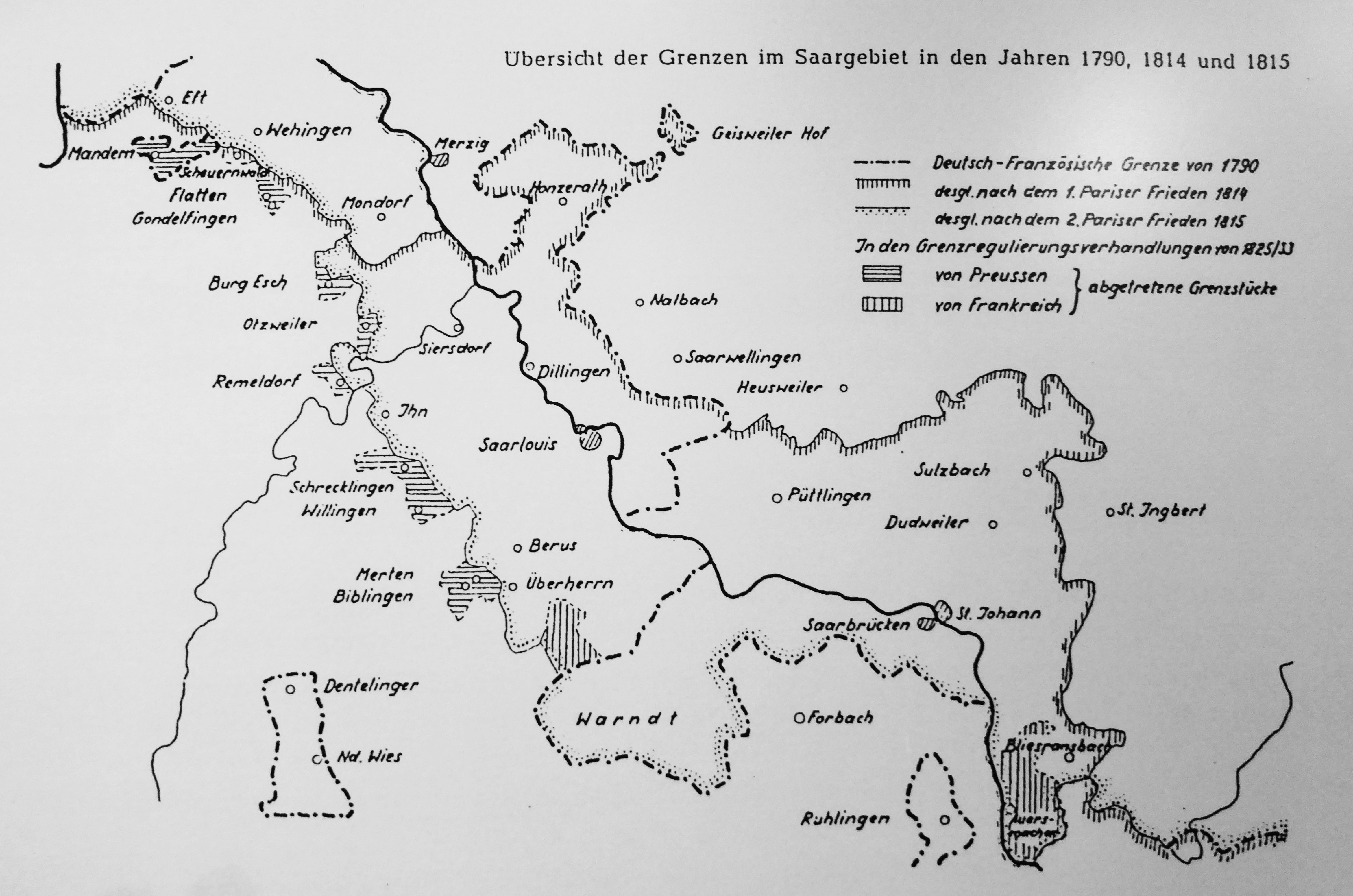
Grenzen von 1790, Grenzziehungen von 1814, 1815 und 1829

Die Grenzkonvention zwischen Preußen und Frankreich war eine Vereinbarung zwischen dem Königreich Preußen und dem Königreich Frankreich vom 23. Oktober 1829 über den Verlauf der Grenze zwischen den beiden Staaten. Die Festlegung des Grenzverlaufs ersetzte den bis dahin gültige Verlauf durch den Zweiten Pariser Frieden von 1815 und eine diesbezügliche Erklärung der beiden Staaten von 1827. Die Konvention von 1829 bestimmt seitdem – mit Ausnahme der Annexion Elsass-Lothringens zwischen 1871 und 1920 – den Verlauf der französischen Ostgrenze in diesem Grenzabschnitt. Die Grenzkonvention zwischen Bayern und Frankreich regelte 1825 den Verlauf der französischen Ostgrenze gegenüber dem Königreich Bayern.

## Vorgeschichte
Nach den Niederlagen Napoleons und dem Ende des Ersten Kaiserreichs waren die Grenzen Frankreichs zunächst im Ersten Pariser Frieden von 1814 und dann im Zweiten Pariser Frieden von 1815 neu festgesetzt worden. Im Zweiten Pariser Frieden war Frankreich in die Grenzen von 1790 gewiesen worden. Dazu hatte Frankreich mehrere Festungen, darunter Philippeville, Mariembourg, Saarlouis und Landau in der Pfalz mit ihrem Umland abtreten müssen. Der Wortlaut des Vertrags von 1815 beschrieb den Verlauf der neuen Staatsgrenze Frankreichs von Perl an der Mosel bis zur Mündung der Lauter in den Rhein wie folgt (in zeitgenössischer Übersetzung, mit entstellten Ortsnamen):

„Von Perle läuft sie durch Launsdorf, Wallwick, Schardorff, Niederweiling, Pellweiler, so daß alle diese Ortschaften mit ihren Kirchspielen bey Frankreich verbleiben, bis nach Houvre, und folgt sodann den ehemahligen Gränzen des Fürstenthums Saarbrücken, dergestalt, daß Saar-Louis, und der Lauf der Saar mit den zur Rechten der oben bezeichneten Linie liegenden Ortschaften und ihren Kirchspielen außerhalb der Französischen Gränze bleiben. Von den Gränzen des ehemahligen Fürstenthums Saarbrücken bleibt die Demarcations-Linie die nähmliche, die gegenwärtig Deutschland von den Departements der Mosel und des Nieder-Rheins scheidet, bis an die Lauter, welche ferner bis an ihren Ausfluß in den Rhein die Gränze bildet.“

Es bestand eine Abweichung zwischen dem Wortlaut des Vertrags und dem Gebiet, das Preußen 1815 tatsächlich besetzt und seinem Staatsgebiet einverleibt hatte, bezüglich eines Gebiets in dem Winkel zwischen Saar und Blies, umfassend die damaligen Gemeinden Kleinblittersdorf und Auersmacher, die damaligen Weiler Rilchingen und Hanweiler und den damaligen Pachthof Wintringer Hof. Das Gebiet hatte 1790 zum Territorium der Grafen von der Leyen im Heiligen Römischen Reich und nicht zu Frankreich gehört, doch der Wortlaut des Vertrages von 1815 musste so ausgelegt werden, dass es zu Frankreich und nicht zu Preußen gehörte, indem es nämlich im Ersten Pariser Frieden von 1814 bei Frankreich geblieben war.

## Erklärung von 1827
In einer in Paris am 11. Juni 1827 unterzeichneten Erklärung verglichen sich Preußen und Frankreich bezüglich des französischen Anspruchs auf das strittige Gebiet im Winkel zwischen Saar und Blies wie folgt: Preußen behält das Gebiet, Frankreich verzichtet definitiv auf seinen Anspruch, Frankreich erhält dafür zum Ausgleich von Preußen vier andere Dörfer, nämlich Merten, Biblingen, Flatten und Gongelfangen. Weiter erklärten die beiden Staaten, dass dort, wo Saar und Blies die Grenze zwischen Preußen und Frankreich bildeten, der Talweg Grenzlinie sein sollte. Die Erklärung, unterzeichnet von dem preußischen Gesandten in Paris von Werther und Étienne Charles de Damas für die französische Seite, trat 1827 in Kraft.

## Konvention von 1829
Nun war der Weg frei für eine definitive Festlegung der gesamten beiderseitigen Grenzlinie. Die diesbezüglichen Verhandlungen zwischen dem Kölner Regierungspräsidenten Heinrich Delius (als dessen Delegierter fungierte der Saarbrücker Landrat Wilhelm Heinrich Dern) und dem Oberst im Ingenieurkorps Etienne Nicolas Rousseau (als dessen Delegierter fungierte der Bataillons-Chef im Ingenieurkorps Gaspard Réné Riollay) führten zu einer Konvention, die am 23. Oktober 1829 in Saarbrücken von dem preußischen Bevollmächtigten Delius und dem französischen Bevollmächtigten Rousseau unterzeichnet wurde und nach Auswechslung der Bestätigungsurkunden in Metz am 2. Dezember 1829 in Kraft trat. Die Vereinbarung umfasste 19 Artikel. Ergänzt wurde sie durch zwei Verzeichnisse aller Orte auf preußischer und auf französischer Seite der Grenze. Erneut wurden die Talwege der Flüsse Saar und Blies als Grenzlinien festgesetzt und zur Festlegung der Grenzlinie ein Gebietsaustausch in folgender Weise vereinbart:
Preußen übergab an Frankreich sechs Dörfer und Gemarkungsteile weiterer Dörfer:
1. Mandern mit seiner Gemarkung
2. Scheuerwald mit einem Teil seiner Gemarkung
3. Remelsdorf mit seiner Gemarkung
4. einen Teil des Bannes von Ihn
5. Heiningen mit einem Teil seiner Gemarkung
6. einen Teil des Bannes von Leidingen
7. Schrecklingen mit seiner Gemarkung
8. Willingen mit seiner Gemarkung

Frankreich übergab an Preußen eine Mühle und Gemarkungsteile weiterer Dörfer:
1. Teile der Gemarkung von Launsdorf
2. Einen Teil der Gemarkung von Waldwiese
3. Einen kleinen Teil der Gemarkung von Heiningen
4. Die Gersweiler Mühle bei Bliesgersweiler

Preußen behielt den Diersdorfer Hof, der vormals zur Gemeinde Schwerdorff gehört hatte, und den Warndtwald mit dem Warndthof, der vormals zur Gemeinde Creutzwald gehört hatte.
Eine diesbezügliche Karte verzeichnet außerdem die Übergabe von Kottendorf, Burg Esch und Otzweiler (alle zu Schwerdorff) von Preußen an Frankreich.

## Europäisches Saarstatut
Zum 125. Jahrestag der Konvention vom 23. Oktober 1829 unterzeichneten am 23. Oktober 1954 der französische Ministerpräsident Pierre Mendès France und der deutsche Bundeskanzler Konrad Adenauer ein europäisches Statut des Saarlandes im Rahmen der Westeuropäischen Union, das sogenannte „Saarstatut“, welches jedoch in der vorgesehenen Volksbefragung ein Jahr darauf am 23. Oktober 1955 von der Saarbevölkerung mit großer Mehrheit abgelehnt wurde. Diese Ablehnung des Saarstatuts machte den Weg für die Eingliederung des Saarlandes nach Westdeutschland frei, die „kleine Wiedervereinigung“.

## Belege
1. ↑  Zweiter Pariser Frieden vom 20. November 1815 bei staatsvertraege.de
2. ↑  Erster Pariser Frieden vom 30. Mai 1814 bei staatsvertraege.de
3. 1 2  Gesetz-Sammlung für die Königlichen Preußischen Staaten, Berlin 1830, Nr. 6, S. 25–45. Online
4. ↑  Die Grenzen in der Saargegend 1790, 1814 und 1815. In: Bruno Aust, Hans-Walter Herrmann, Heinz Quasten: Das Werden des Saarlandes – 500 Jahre in Karten. Band 45 der Veröffentlichungen des Instituts für Landeskunde im Saarland, Saarbrücken 2008, S. 160–162 (mit Karte), ISBN 978-3-923877-45-4, ISSN 0537-801X.